# Episodi di Law & Order Criminal Intent: Parigi (seconda stagione)
La seconda stagione della serie televisiva Law & Order Criminal Intent: Parigi (Paris enquêtes criminelles), composta da 6 episodi, è stata trasmessa per la prima volta in Francia, sul canale TF1, dal 20 marzo al 3 aprile 2008.
In Italia la stagione è stata trasmessa in prima visione e in disordine dall'8 al 29 maggio 2009 su Fox Crime.
| n° | Titolo originale    | Titolo italiano       | Prima TV Francia | Prima TV Italia |
| -- | ------------------- | --------------------- | ---------------- | --------------- |
| 1  | Blessure secrète    | Corsa contro il tempo | 20 marzo 2008    | 29 maggio 2009  |
| 2  | Rédemption          | Ossessione            | 20 marzo 2008    | 15 maggio 2009  |
| 3  | Suite funéraire     | La marionetta         | 27 marzo 2008    | 22 maggio 2009  |
| 4  | Complot             | La trappola           | 27 marzo 2008    | 29 maggio 2009  |
| 5  | Un cri dans la nuit | Un grido nella notte  | 3 aprile 2008    | 8 maggio 2009   |
| 6  | L'amour fou         | Folle amore           | 3 aprile 2008    | 8 maggio 2009   |

## Corsa contro il tempo
- Titolo originale: Blessure secrète
- Diretto da: Gérard Marx
- Scritto da: Yann Mège, Franck Ollivier e Dick Wolf

### Trama
Stéphane Colin, un uomo d'affari che sembra avere successo in tutto, è in realtà pieno di debiti. Un giorno, sua moglie e le sue due figlie scompaiono misteriosamente. Revel e Rousseau, incaricati del caso, temono che, spinto al limite, Stéphane le abbia rapite lui stesso, forse addirittura uccise in un momento di smarrimento. Ma presto, una richiesta di riscatto raggiunge l'uomo d'affari. Il rapimento sembra essere stato orchestrato da persone determinate a ottenere una grossa somma di denaro da Stéphane, pensando che sia milionario. La situazione è tesa.
- Guest star: Yves Verhoeven (Stéphane Colin).
- La sceneggiatura di questo episodio si basa su Sindrome di Stoccolma (episodio 1x14 di Law & Order: Criminal Intent).

## Ossessione
- Titolo originale: Rédemption
- Diretto da: Jean-Teddy Filippe
- Scritto da: Luc Bossi e Franck Ollivier

### Trama
Una donna viene trovata morta nel suo appartamento. Suo figlio, appena rilasciato dopo aver scontato una pena detentiva per l'omicidio di una ragazza di 15 anni, sembra il colpevole più probabile. Ma durante le indagini, Revel e Rousseau apprendono che la madre, dopo aver lottato per dimostrare l'innocenza del figlio, aveva recentemente cambiato punto di vista. Si era aperta con Renaud, l'uomo che aveva arrestato suo figlio, e che è anche l'ex socio di Revel nella squadra criminale di Versailles. Il caso richiede tatto e discernimento per essere risolto.
- Guest star: Olivier Cruveiller (Comandante Renaud).
- La sceneggiatura di questo episodio si basa su Chi è il mostro? (episodio 2x15 di Law & Order: Criminal Intent).

## La marionetta
- Titolo originale: Suite funéraire
- Diretto da: Gérard Marx
- Scritto da: Luc Bossi e Franck Ollivier

### Trama
Alice de Pommeuil, una gran lavoratrice, possiede un prestigioso hotel nel centro di Parigi. Julie, la sua unica figlia e futura erede dell'albergo, è fidanzata con Martial Jacquin, un analista finanziario in una grande banca d'investimento. Tuttavia, sua madre non sembra avere una visione molto favorevole della futura unione della figlia. Dopo una lite con la figlia, viene trovata morta nella sua suite. Alice de Pommeuil è stata assassinata iniettandole una dose letale di botox. Durante le loro indagini, Revel e Rousseau scoprono che Julie soffre di un disturbo psicologico che la rende particolarmente vulnerabile alla rabbia. 
- Guest star: Marie-France Mignal (Alice de Pommeuil), Jean-Marc Coudert (Martial Jacquin).
- La sceneggiatura di questo episodio si basa su L'hotel della discordia (episodio 2x12 di Law & Order: Criminal Intent).

## La trappola
- Titolo originale: Complot
- Diretto da: Gérard Marx
- Scritto da: Cédric Salmon e Franck Olliver

### Trama
Un sostituto procuratore di Parigi ha ricevuto minacce di morte. Ora deve stare attento. È sfuggito per un miracolo a un pacco bomba che ha ferito gravemente un impiegato. Revel e Rousseau vengono immediatamente informati sulla questione. Sospettano subito che la moglie del sostituto, un rinomato avvocato, abbia fatto pressione su un ex detenuto perché si liberasse del marito, dal quale non può separarsi senza dover pagare un'indennità pesante. A meno che il caso non nasconda un movente molto più perverso. 
- La sceneggiatura di questo episodio si basa su Il fuoco dell'invidia (episodio 2x04 di Law & Order: Criminal Intent).

## Un grido nella notte
- Titolo originale: Un cri dans la nuit
- Diretto da: Jean-Teddy Filippe[3]
- Scritto da: Frédéric Azémar, René Balcer e Franck Ollivier

### Trama
Il cadavere di una giovane donna scomparsa da vent'anni viene ritrovato nella Senna. Con questa macabra scoperta, gli investigatori riprendono un'indagine che tormenta Revel da anni: la scomparsa di questa giovane donna, vent'anni prima, è stata una delle sue prime indagini. Le loro ricerche li conducono a Joël, un uomo un po' "smarrito" che sospettano abbia agito con un complice, Jean-Christophe Baillard, un brillante ingegnere, amico di Joël durante i loro anni di studio... vent'anni prima, che in realtà è un pericoloso psicopatico.
- Guest star: Pascal Demolon (Jean-Christophe Baillard).
- La sceneggiatura di questo episodio si basa su Ieri (episodio 1x18 di Law & Order: Criminal Intent).

## Folle amore
- Titolo originale: L'amour fou
- Diretto da: Jean-Teddy Filippe
- Scritto da: Frédéric Azémar, René Balcer e Franck Ollivier

### Trama
Un padre viene assassinato durante il diciottesimo compleanno del figlio. Nel corso delle indagini, Revel e Rousseau scoprono che era impegnato in una procedura di divorzio con la moglie Julie e soprattutto in una disputa sulla custodia dei figli. Convinta che sua figlia fosse stata abusata sessualmente dal marito, Julie aveva chiesto a uno dei suoi amici, il dottor Chauveau, psichiatra specializzato in questioni penali, di intervenire per far parlare la bambina. Non sa di aver portato il lupo nel gregge e che lo psichiatra ha fatto uccidere il suo ex marito nella folle e patetica speranza di conquistarla.
- Guest star: Grégoire Oestermann (Étienne Chauveau), Alexandra Mercouroff (Julie Brévin).
- La sceneggiatura di questo episodio si basa su Folle d’amore (episodio 1x12 di Law & Order: Criminal Intent).